# Jessy Greene
Jessy Greene, né à Saint Paul aux États-Unis, est une violoniste américaine connue pour avoir joué avec Foo Fighters, P!nk, RZA, R.E.M., Ben Harper, Brody Dalle et Alain Johannes notamment. Aujourd'hui membre de Fauntella Crow, elle faisait partie des groupes The Jayhawks et The Geraldine Fibbers et travaille actuellement sur son troisième album solo.[Depuis quand ?]

## Biographie
Jessy Greene a joué pour de nombreux artistes : Wilco, Atmosphere, Joseph Arthur, Soul Asylum, Dessa et P.O.S. de Doomtree, RZA, R.E.M., Brody Dalle ou encore Alain Johannes.
Elle accompagne Foo Fighters pendant dix-huit mois en 2007 et 2008, incluant les deux concerts à guichets fermés donnés par le groupe à Wembley et qui donne naissance au live Live at Wembley Stadium. Elle participe en 2010 à l'enregistrement de Wasting Light dans le garage de Dave Grohl.
Greene fait aussi partie de l'orchestre à cordes de dix personnes qui accompagne P!nk aux American Music Awards 2008, puis joue sur sa tournée Funhouse Tour en 2009.
Elle prend part au festival Hardly Strictly Bluegrass avec le groupe California Mothership d'Exene Cervenka en 2010 et participe aux enregistrements du premier album de Fistful of Mercy, composé de Ben Harper, Joseph Arthur et Dhani Harrison.

## Discographie

### Solo
- 2002 : Blue Sky
- 2006 : A Demon & Her Lovers

### Apparitions
- 2002 : Dosh de Dosh
- 2005 : False Hopes de Dessa
- 2005 : You Can't Imagine How Much Fun We're Having de Atmosphere
- 2010 : A Badly Broken Code de Dessa
- 2010 : As I Call You Down de Fistful of Mercy
- 2011 : Wasting Light de Foo Fighters
- 2013 : The Ballad of Boogie Christ de Joseph Arthur
- 2013 : If You Have Ghost de Ghost